# LineageOS
LineageOS – oprogramowanie open source będące modyfikacją systemu operacyjnego Android. Jest to bezpośredni następca modyfikacji CyanogenMod, która została porzucona poprzez problemy finansowe firmy Cyanogen Inc., ponadto nazwa systemu Lineage wywodzi się ze słowa „pochodny” i nawiązuje do rodowodu CyanogenMod. LineageOS oferuje funkcje często nieobecne w oficjalnym oprogramowaniu udostępnianym przez producentów urządzeń, takie jak zaawansowany equalizer, menedżer uprawnień aplikacji, modyfikowalne przełączniki w obszarze powiadomień, definiowanie funkcji poszczególnych przycisków fizycznych, a także inne ulepszenia interfejsu oraz możliwości konfiguracji działania systemu. LineageOS jest również źródłem aktualizacji systemu Android, dla wielu niewspieranych już oficjalnie przez producenta urządzeń. Po zainstalowaniu przez recovery specjalnego pliku ZIP, dostępnego na stronie LineageOS lub innej aplikacji – jak np. SuperSU, phh’s SuperUser lub Magisk, system umożliwia nadanie poszczególnym aplikacjom uprawnień roota.

## Motywy
Wersje 14.1 i nowsze nie posiadają silnika motywów znanego z CyanogenMod. W wersji 17.1 dodana została zmodyfikowana wersja aplikacji „ThemePicker” z AOSP, jednakże nie jest ona tak zaawansowana jak silnik motywów CyanogenMod. W przeciwieństwie do CMTE, nie pozwala ona na zmianę dźwięków systemu, paczek ikon, czy też animacji uruchamiania.

## Starsze urządzenia
Wraz z wydaniem Androida 12, AOSP pozbyło się funkcji iptables na rzecz wydajniejszego rozwiązania – eBPF. Funkcja ta dostępna jest jedynie w jądrze Linuksa 4.9 i nowszym (aczkolwiek udało się stworzyć backport do wersji 4.4). Przez to, jak i ścisłe wymagania dotyczące oficjalnego wsparcia, wiele starszych urządzeń nie mogło zostać zaktualizowanych do nowszych wersji LineageOS. Z tego powodu, wersja 18.1 była wspierana aż do 5 Marca 2024 roku, mimo tego iż historycznie wspierane były jedynie 2 wersje – najnowsza i jej poprzednik.

## Historia wersji
| Wersja | Bazowe wydanie Androida     | Ostatnie główne wydanie | Data wydania          | Data zakończenia wsparcia       |
| --- | --------------------------- | ----------------------- | --------------------- | ------------------------------- |
| 13 | Android 6.0.1 (Marshmallow) | 13.0                    | 22 stycznia 2017(dts) | 11 lutego 2018(dts)             |
| 14 | Android 7.1.2 (Nougat)      | 14.1                    | 22 stycznia 2017(dts) | 24 lutego 2019(dts)             |
| 15 | Android 8.1.0 (Oreo)        | 15.1                    | 25 lutego 2018(dts)   | 28 lutego 2020(dts)             |
| 16 | Android 9.0.0 (Pie)         | 16.0                    | 1 marca 2019(dts)     | 16 lutego 2021(dts)             |
| 17 | Android 10                  | 17.1                    | 1 kwietnia 2020(dts)  | 16 lutego 2022(dts)             |
| 18 | Android 11                  | 18.1                    | 1 kwietnia 2021(dts)  | 5 marca 2024(dts)               |
| 19 | Android 12.1                | 19.1                    | 26 kwietnia 2022(dts) | 14 lutego 2024(dts)             |
| 20 | Android 13                  | 20                      | 31 grudnia 2022(dts)  | 31 grudnia 2024(dts)            |
| 21 | Android 14                  | 21                      | 14 lutego 2024(dts)   | Starsza wersja, wciąż wspierana |
| 22 | Android 15                  | 22.2                    | 31 grudnia 2024(dts)  | Aktualna wersja, wspierana      |
| Legenda: Pomarańczowy – wersja stara, niewspierana, Zielony – poprzednia wersja, wciąż wspierana, Niebieski – Aktualne wydanie |                             |                         |                       |                                 |